# Heterdaad
Ontdekking op heterdaad is een juridische term.

## Heterdaad in Nederland
In Nederland is de definitie van het begrip ontdekking op heterdaad terug te vinden in artikel 128 van het Wetboek van Strafvordering (Sv).
Ingevolge lid 1 van dit artikel vindt ontdekking op heterdaad plaats, wanneer het strafbare feit ontdekt wordt, terwijl het wordt begaan (het betrappen van de dader) of terstond nadat het begaan is. Terstond wil in dit geval zeggen dat de toestand nog vers is en er geen al te lange tijd verstreken is tussen het tijdstip waarop het strafbare feit is begaan en het moment waarop het ontdekt wordt. Lid 2 van dit artikel benadrukt dit nog eens door te stellen dat het geval van ontdekking op heterdaad niet langer aanwezig wordt geacht dan kort na het ontdekken van het feit. Het feit "Terstond nadat" kan ook betrekking hebben op de achtervolging van de verdachte. Hierbij is het niet van belang hoelang die achtervolging duurt, maar ook niet indien men de verdachte tijdens een achtervolging even kwijt raakt en daarna weer in het oog krijgt. In dit geval blijft de ontdekking op heterdaad tijdens een achtervolging bestaan.
Alleen bij ontdekking op heterdaad mag een persoon anders dan een daartoe bevoegd ambtenaar (in eerste aanleg een officier van justitie) een verdachte aanhouden (Art. 53 lid 1 Sv). Deze persoon moet de aangehouden verdachte dan wel onverwijld overdragen aan een bevoegde opsporingsambtenaar (de politie). Ook kan in geval van heterdaad opdracht worden gegeven voor bijvoorbeeld een huiszoeking.
De ontdekking op heterdaad moet overigens wel, wil zij de aanhouding rechtvaardigen, tevens gepaard gaan met een redelijk vermoeden in de zin van artikel 27 Sv. De enkele ontdekking op heterdaad legitimeert nog niet tot aanhouding. Uit die ontdekking of uit andere omstandigheden moet wel het redelijk vermoeden zijn ontstaan dat de aan te houden persoon het feit heeft gepleegd.

## Buiten heterdaad in Nederland
Buiten het geval van ontdekking op heterdaad is de aanhoudingsbevoegdheid beperkt tot de feiten waarvoor voorlopige hechtenis is toegelaten en de overtredingen van artikel 435 sub 4 Wetboek van Strafrecht (Sr) en artikel 34 lid 1 onder b Wet administratiefrechtelijke handhaving verkeersvoorschriften (WAHV) (opgeven van valse personalia). In die situaties is de kans op dwaling groter. Daarom heeft de wetgever de aanhoudingsbevoegdheid beperkt tot ernstigere delicten door aan te knopen bij de gevallen van voorlopige hechtenis. Deze zijn omschreven in artikel 67 leden 1 en 2.

## Heterdaad in België
Artikel 41 van het Belgische Wetboek van strafvordering omschrijft een op heterdaad ontdekt misdrijf als een misdrijf ontdekt terwijl het gepleegd wordt of terstond nadat het gepleegd is. 
Daarin zijn ook begrepen de situatie waarin de verdachte door het openbaar geroep wordt vervolgd en de situatie waarin de verdachte in het bezit gevonden wordt van wapens, werktuigen of papieren, die doen vermoeden dat hij dader of medeplichtige is, op voorwaarde dat dit kort na de feiten gebeurt.
Het Wetboek van strafvordering geeft de Procureur des Konings in geval van ontdekking op heterdaad van een misdrijf de mogelijkheid zonder te wachten op de onderzoeksrechter een aantal maatregelen te nemen zoals huiszoeking (zonder toestemming en zelfs bij nacht), inbeslagneming, aanstellen van deskundigen en onderzoek aan lichaam.
Deze bijzondere machten nemen een einde op het ogenblik dat de heterdaadsituatie een einde neemt of wanneer de onderzoeksrechter ter plaatse aankomt (voor zover hij daartoe gevorderd wordt).